# Substituire cu bucluc
Substituire cu bucluc (în italiană Non c'è due senza quattro, în engleză Double Trouble) este un film de comedie italian din anul 1984, regizat de Enzo Barboni (E.B. Clucher) și în care rolurile principale sunt interpretate de Bud Spencer și Terence Hill. În acest film cei doi sunt angajați de o agenție de sosii pentru a înlocui timp de o săptămână doi miliardari brazilieni care doresc să se semneze în liniște un contract important.

## Rezumat
Verii Bastiano (Terence Hill) și Antonio Coimbra de la Coronilla y Azevedo (Bud Spencer) sunt doi oameni de afaceri miliardari din Brazilia. Ei trebuie să semneze după șapte zile un contract important, dar se tem pentru viețile lor deoarece concurenții lor nu se vor da în lături de la nimic pentru a-i împiedica, nici chiar de la crimă. Prin urmare, ei găsesc în Statele Unite ale Americii cu ajutorul unei agenții două sosii ale lor, cascadorul Elliot Vance (Terence Hill) și saxofonistul de jazz Greg Wonder (Bud Spencer). Deoarece aceștia din urmă seamănă perfect cu cei doi veri miliardari brazilieni, ei sunt angajați pentru a-i înlocui timp de șapte zile, în toate privințele, primind fiecare la finalul perioadei suma de 1,5 milioane de dolari. 
Elliot și Greg acceptă oferta de muncă, neștiind la început pentru ce au fost angajați. Cu toate acestea, ei fac față în stilul lor propriu la tot felul de situații, fără a avea prea multe probleme. Mai mult decât atât, începe repede să le placă viața de miliardari. Comportamentul lor prejudiciază reputația verișorilor Coimbra care decid să se întoarcă mai devreme la Rio și intră în vizorul inamicilor lor, alături de sosiile angajate. Filmul se termină cu o bătaie generală în care Elliot și Greg îi bat măr pe toți mercenarii trimiși de dușmanii celor doi verișori. În cele din urmă, inamicul este descoperit, Elliot și Greg se întorc acasă și cei doi veri decid să-și schimbe stilul lor de viață, prea delicat și sofisticat.

## Distribuție
- Terence Hill - Elliot Vance / Bastiano Coimbra de la Coronilla y Azevedo
- Bud Spencer - Greg Wonder / Antonio Coimbra de la Coronilla y Azevedo
- April Clough - Donna Olimpia Chavez di Altamirano
- Nello Pazzafini - Tango
- Harold Bergman - directorul agenției de sosii
- C.V. Wood Jr. - ofițerul de poliție
- Dary Reiz - comandantul Van der Bosch, șeful mercenarilor
- José Van de Kamp - majordomul Bernardo
- Fernando Amaral - secretarul Angher Duarde
- Roberto Roney - șoferul Nadinho
- Athayde Arcoverde - șoferul Vinicio
- Dennis Bourke - psihiatrul lui Antonio Coimbra

### Dubluri în limba italiană
- Michele Gammino - Elliot Vance/Bastiano Coimbra de la Coronilla y Azevedo
- Glauco Onorato - Greg Wonder/Antonio Coimbra de la Coronilla y Azevedo
- Serena Verdirosi - Donna Olimpia Chavez di Altamirano
- Ferruccio Amendola - directorul agenției de sosii
- Daniele Tedeschi - comandantul Van der Bosch, șeful mercenarilor
- Luciano De Ambrosis - Tango

## Despre film
Filmul a fost realizat în întregime în Brazilia, la Rio de Janeiro. Printre locurile unde s-au făcut filmări sunt de menționat: Aeroportul Santos Dumont din Rio, marea statuie Cristos Mântuitorul de pe Muntele Corcovado, plaja Praia Vermelha, Stadionul Maracanã.
Titlul filmului se referă la proverbul italian „non c'è due senza tre” („lucrurile bune vin câte trei").
Ca și în celelalte filme, cei doi actori joacă aceleași roluri pe care le au avut și în celelalte filme în care au jucat împreună: Bud este mult mai aspru, puternic și decisiv; Terence are o slăbiciune pentru femei frumoase, este fermecător și agil.
Atunci când cele două personaje principale merg pe Stadionul Maracanã pentru a vorbi fără să fie auziți de nimeni, stau printre fanii echipei braziliene de fotbal Vasco da Gama.

## Recepție
Criticul Tudor Caranfil a dat acestui film două stele din cinci și a făcut următorul comentariu: „Saxofonistului Woonder și pilotului Elliot li se propune o afacere de milioane, cu un acont convingător. Fiind sosiile a doi dintre cei mai bogați oameni din lume, să le țină locul timp de o săptămână, pentru a-i deruta pe inamicii acestora. Cei doi acceptă, dar își depășesc mandatul, fac și justiție, ceea ce în lumea răsfățaților sorții nu prea e de dorit. Caftul așteptat începe abia la min 36, cam după mult timp alocat premizelor, dar după aceea filmul, garnisit cu multe senzații turistice, piese muzicale și chiar carnavalul din Rio, se mai însuflețește. Replică rapel: căutând să le explice utilitatea instituției dublurilor, angajatorii emit o teorie amuzantă: cei care s-au întâlnit, în 1945, la Ialta, nu erau Stalin, Churchill și Roosevelt, ci sosiile lor. Asta ar explica și ceața totală care a urmat Conferinței.”